# Wiktor Kopff
Wiktor Adolf Karol Kopff (ur. 25 grudnia 1805 w Krakowie, zm. 27 stycznia 1889 tamże) – polski prawnik i pamiętnikarz, od 1840 senator Rzeczypospolitej Krakowskiej.

## Życiorys
Był najmłodszym z dzieci malarza Jana Wincentego Koppfa, bratem Konstantego Kopffa. W latach 1814–1821 uczył się w Gimnazjum św. Anny. Studiował prawo na Uniwersytecie Jagiellońskim uzyskując stopień magistra w 1826, a w 1829 otrzymał tytuł doktora praw. Pracował jako guwerner u rodziny Florkiewiczów w Młoszowej. W 1833 po praktyce adwokackiej wrócił do sądownictwa zostając mianowany dożywotnim sędzią trybunału I Instancji. W 1837 został członkiem Towarzystwa Naukowego Krakowskiego. W 1838 został mianowany sędzią apelacyjnym, a 16 maja 1840 senatorem Rzeczypospolitej Krakowskiej od 1843 był przewodniczącym Wydziału Spraw Wewnętrznych. Pozostawił po sobie wspomnienia z ostatnich lat Rzeczypospolitej Krakowskiej. Po wybuchu powstania w Krakowie w 1846 roku został mianowany przez dyktatora Jana Tyssowskiego radcą ministerstwa sprawiedliwości, nie był jednak zwolennikiem rewolucji. Z chwilą stłumienia powstania, wkroczenia wojsk okupacyjnych trzech mocarstw opiekuńczych, rozwiązania Senatu Rządzącego i powołania w to miejsce Tymczasowej Rady Administracyjnej Wolnego Miasta Krakowa, 9 marca 1846 roku został jej przewodniczącym. W 1855 został mianowany Radcą Sądu Wyższego. W 1865 został odznaczony Orderem Korony Żelaznej awansował na prezesem Sądu Krajowego. W latach 1868–1871 był prezesem Sądu Wyższego Krajowego dla Galicji Zachodniej. W 1871 roku przeszedł na emeryturę z tytułem radcy dworu. Od 1872 był członkiem Akademii Umiejętności, W 1873 został członkiem Rady Nadzorczej Banku Galicyjskiego. Od 1875 roku był radnym miejskim, dla prezydenta Mikołaja Zyblikiewicza opracował projekt statutu miasta. Pozostawił wiele rozpraw prawniczych wśród nich: „O systemie karnym poprawczym”, „O posiadaniu”, „Urządzenie włościan w b. Rzeczypospolitej Krakowskiej”.
Ożenił się z Józefą, córką Ambrożego Grabowskiego, księgarza i historyka krakowskiego. Pozostawił pięciu synów: Władysław i Józefa prawników i sędziów, Henryka – agronoma, Leona Lekarza oraz Juliusz inżyniera Kolejowego. Córka Emilia była zona prawnika i profesora UJ Piotra Burzyńskiego, a druga córka Stanisława została żoną architekta Karola Kremera. Posiadał dworek w Zakliczynie. Został pochowany na cmentarzu Rakowickim (kwatera BA, płd.).

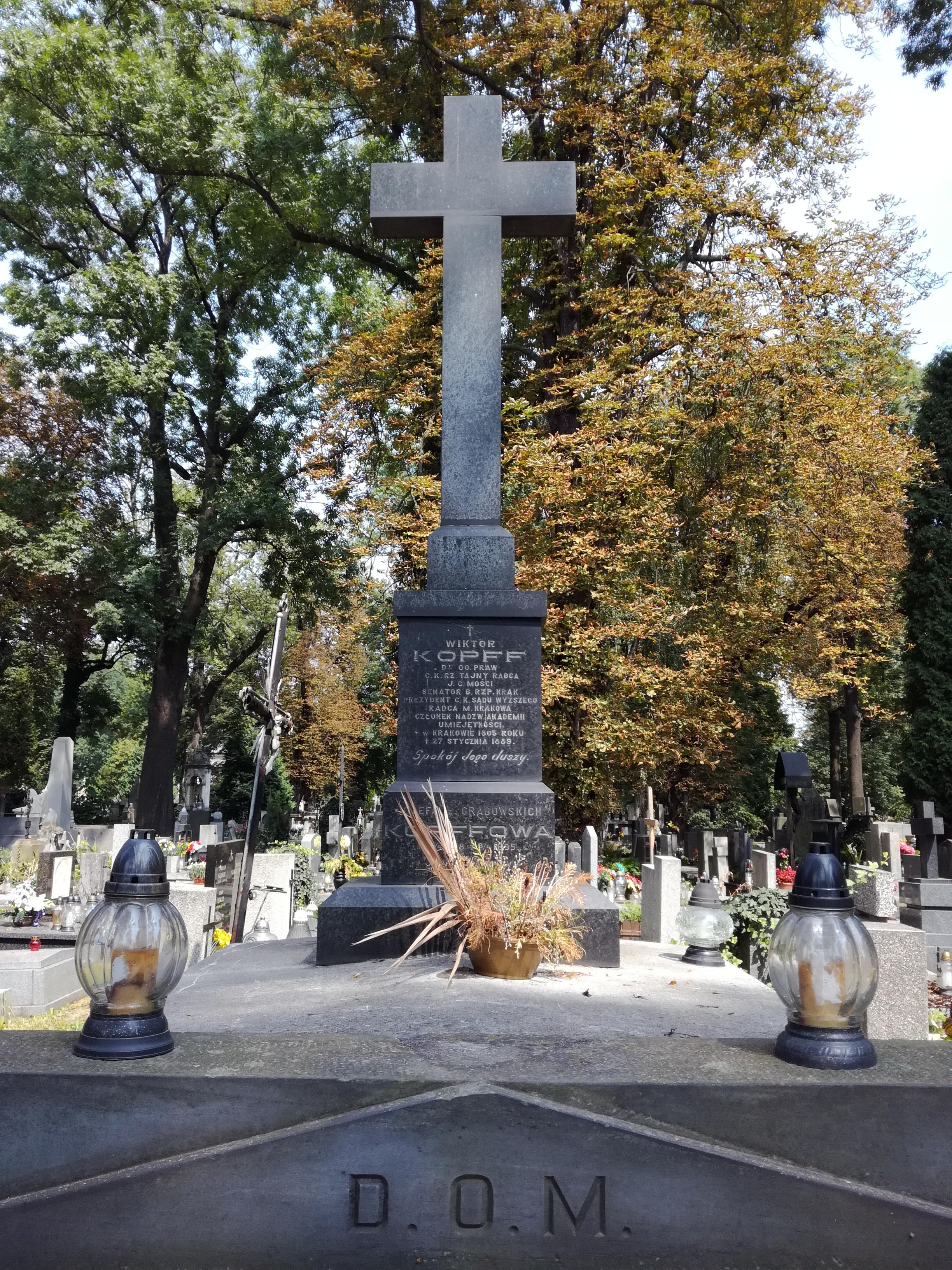
Grób Wiktora Kopffa na cmentarzu Rakowickim